# Друга половинка (фільм)
«Друга половинка» (англ. Significant Other) — американський науково-фантастичний фільм жахів 2022 року. Написаний і знятий Деном Берком й Робертом Олсеном.

## Про фільм
Пара вирішує проблеми стосунків під час подорожі лісом на північному заході Тихого океану. Їхні дії перериває удар метеорита в лісах штату Орегон, який приносить інопланетну форму життя в картину життя. Саме до цієї місцевості приїжджає молода пара Рут і Гаррі, щоб вирушити в похід туристичною стежкою.
Гаррі насолоджується природою, але Рут трохи не по собі — у неї трапляється панічна атака, коли хлопець робить їй пропозицію. У дівчини додається приводів для занепокоєння після того, як вона знаходить у лісі понівечену тушу оленя.

## Знімались
| Актор          | Роль         |
| -------------- | ------------ |
| Майка Монро    | Рут          |
| Джейк Лейсі    | Гаррі        |
| Метью Янг Кінг | Рей          |
| Тіл Шерер      | Долорес      |
| Ендрю Моргадо  | Радіоведучий |